# Боннивейл
Боннивейл (африк. и англ. Bonnievale) — небольшой город на юго-западе Южно-Африканской Республики, на территории Западно-Капской провинции. Входит в состав района Кейп-Вайнлендс. Является частью местного муниципалитета Лангеберх.

## История
Поселение, из которого позднее вырос город, было основано в 1922 году. В 1953 году Боннивейл получил статус муниципалитета.

## Географическое положение
Город расположен в юго-западной части провинции, на левом берегу реки Бриде (Брие), на расстоянии приблизительно 132 километров (по прямой) к востоку от Кейптауна, административного центра провинции. Абсолютная высота — 252 метра над уровнем моря.

## Климат
Климат города субтропический средиземноморский. Среднегодовое количество осадков — 201 мм. Наибольшее количество осадков выпадает в период с марта по ноябрь. Средний максимум температуры воздуха варьируется от 17,6 °C (в июле), до 29,3 °C (в феврале). Самым холодным месяцем в году является июль. Средняя минимальная ночная температура для этого месяца составляет 4,8 °C.

## Население
По данным официальной переписи 2001 года, население составляло 6739 человек, из которых мужчины составляли 47,62 %, женщины — соответственно 52,38 %. В расовом отношении цветные составляли 75,55 % от населения города, белые — 17,91 %, негры — 6,41 %, азиаты (в том числе индийцы) — 0,13 %. Наиболее распространёнными среди горожан языками были: африкаанс (93,92 %), коса (4,39 %) и английский (0,98 %).

Согласно данным, полученным в ходе проведения официальной переписи 2011 года, в Боннивейле проживало 9092 человека, из которых мужчины составляли 49,07 %, женщины — соответственно 50,93 %. В расовом отношении цветные составляли 75,25 % от населения города, негры — 11,08 %; белые — 10,71 %; азиаты (в том числе индийцы) — 0,24 %, представители других рас — 2,72 %. Наиболее распространёнными среди жителей города языками являлись: африкаанс (89,72 %), коса (5,98 %), английский (1,69 %) и сесото (1,29 %).

## Транспорт
К востоку от города расположена одноимённая железнодорожная станция.